# Eufeme
Nella mitologia greca,  Eufeme  era il nome di una ninfa, nutrice delle muse.

## Il mito
Nutrice delle nove muse, figlie di Zeus, viveva con loro sul monte Elicona. Un giorno il dio Pan, un essere metà capra e metà umano che era solito sedurre le ninfe, riuscì a sedurre anche Eufeme. Da tale unione nacque un figlio, chiamato Croto, che come il padre era un satiro.
Eufeme era anche il nome di una delle Iadi.

### Fonti
- Igino, Fabula 224
- Igino, Astronomia, II,27

### Moderna
- Pierre Grimal, Enciclopedia della mitologia 2ª edizione, Brescia, Garzanti, 2005, ISBN 88-11-50482-1. Traduzione di Pier Antonio Borgheggiani
- Luisa Biondetti, Dizionario di mitologia classica, Milano, Baldini&Castoldi, 1997, ISBN 978-88-8089-300-4.
- Anna Ferrari, Dizionario di mitologia, Litopres, UTET, 2006, ISBN 88-02-07481-X.